# Plauen (Vogtland) Unterer Bahnhof
Plauen (Vogtland) unterer Bahnhof (niem: Bahnhof Plauen (Vogtl) unt Bf) – stacja kolejowa w Plauen, w kraju związkowym Saksonia, w Niemczech. Wraz z Plauen (Vogtland) Oberer Bahnhof jest najważniejszym dworcem kolejowym w mieście. Leży na głównej linii kolejowej Gera Süd – Weischlitz. Operatorem i właścicielem stacji kolejowej jest DB Station&Service.
Według klasyfikacji DB Station&Service posiada kategorię 6.

## Historia

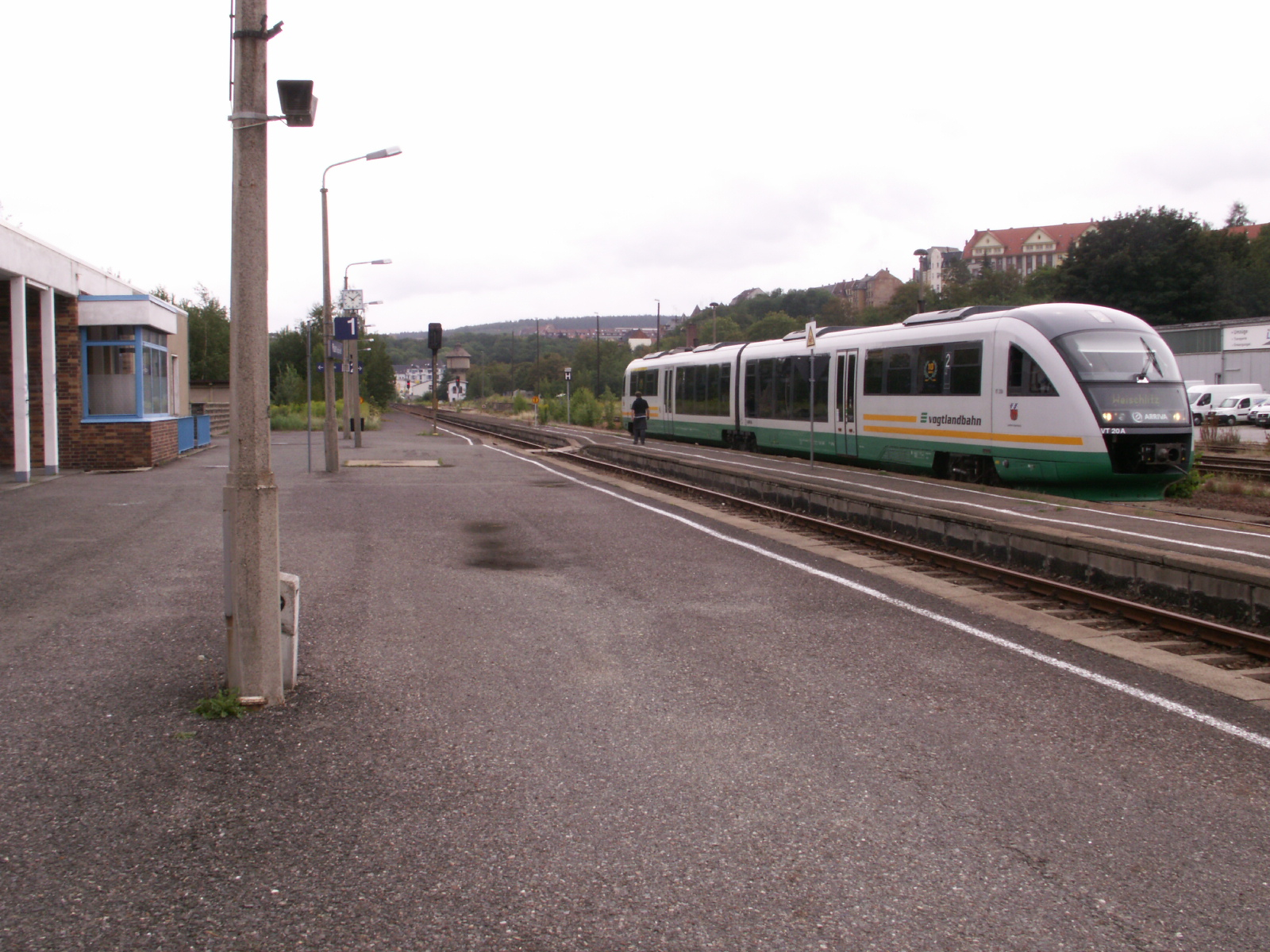
Widok na perony

Budowa linii Gera Süd – Weischlitz w 1875 umożliwiło połączenie kolejowe z Gery do Plauen i Weischlitz. Ze względu na różnicę w wysokości integracja z istniejącą stacją Plauen na Sächsisch-Bayerischen Eisenbahn nie była możliwa. W związku z tym powstała dolnej stacja obsługująca ruch pasażerski i towarowy.
Od 1923 kończyły tam bieg pociągi na trasie Lottengrün – Plauen, która biegła do Plauen-Chrieschwitz.
Tuż przed końcem II wojny światowej, w dniu 21 marca 1945 roku do budynek dworca został całkowicie zniszczony podczas bombardowania Plauen.
20 lat później powstał nowy budynek dworca wraz z otwarciem w 1968 punktu Mitropa. Jest to obok Sangerhausen, Potsdam Pirschheide, Cottbus i Plauen (Vogtl) ob Bf większy budynek dworca, nowo wybudowany przez Deutsche Reichsbahn w tym czasie.
W 1972 roku linia kolejowa z Lottengrün została zamknięta po tym jak od 1970 roku zniesiono ruch pasażerski na tej linii.

## Linie kolejowe
- Gera Süd – Weischlitz